# Baničevec
Baničevec is een plaats in de gemeente Rakovec in de Kroatische provincie Zagreb. De plaats telt 209 inwoners (2001).